# Albert Divo

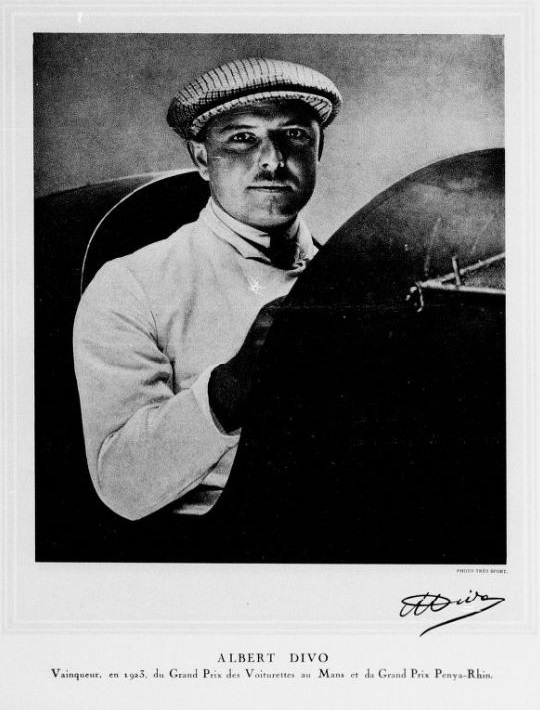
Albert Divo, 1924

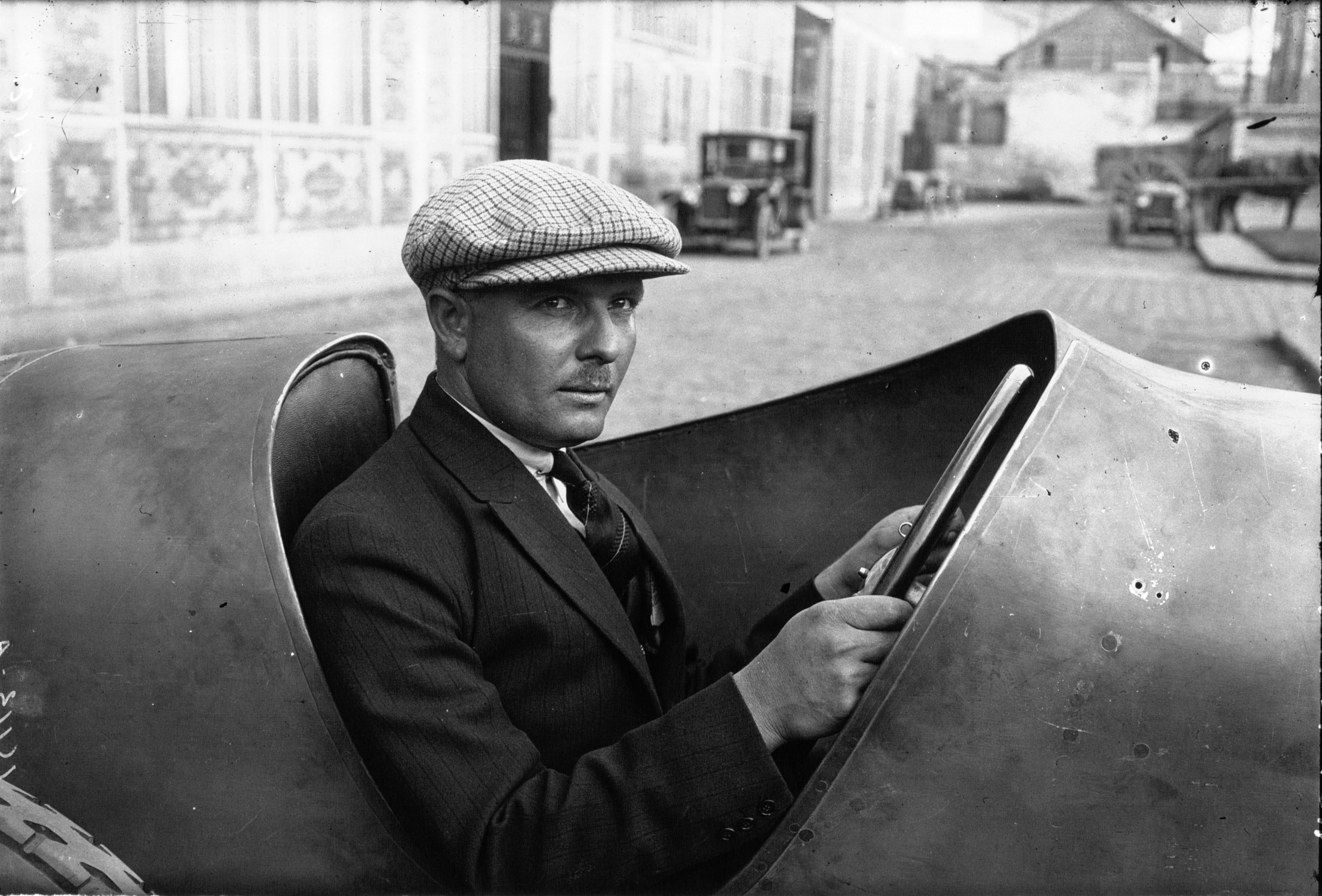
Divo beim Großen Preis von Frankreich im Jahr 1924

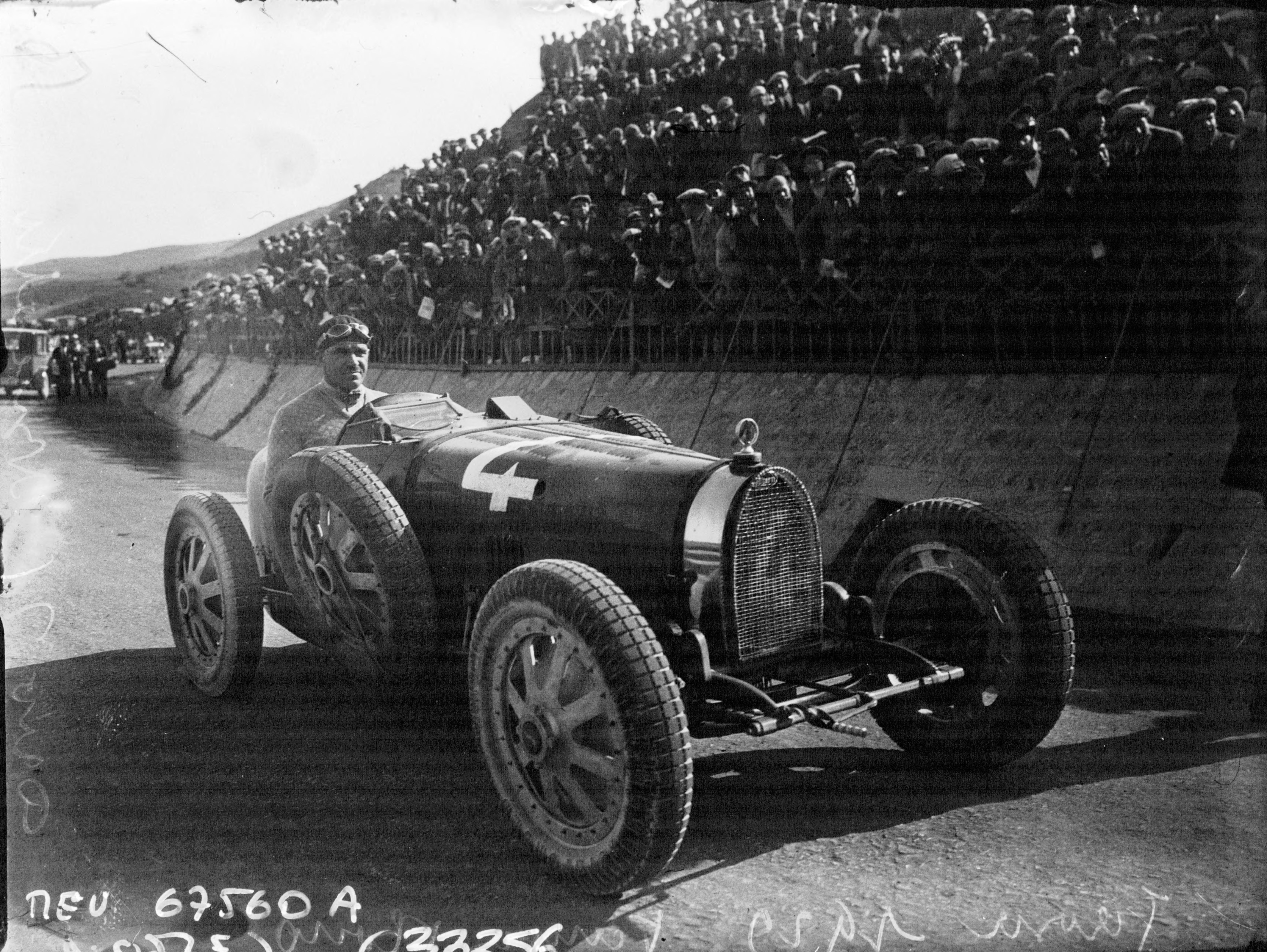
Albert Divo bei der Targa Florio 1929

Albert Eugène Divo (eigentlich Albert Eugène Diwo, * 24. Januar 1895 in Paris; † 19. September 1966 in Morsang-sur-Orge, Département Essonne) war ein französischer Automobilrennfahrer.

## Karriere
Albert Divo war von Beruf Mechaniker. Im Alter von 13 Jahren begann er eine Lehre als Schiffsmechaniker. Im Ersten Weltkrieg war er Pilot, dann zunächst Mechaniker und anschließend von 1919 bis 1939 Automobilrennfahrer. In den 1920er- und 1930er-Jahren war er als Fahrer für Sunbeam, Delage, Bugatti, Talbot und Delahaye sechsfacher Grand-Prix-Sieger.
1922 nahm er der RAC Tourist Trophy auf dem Snaefell Mountain Course auf der Isle of Man teil. Seinen ersten Grand-Prix-Sieg erzielte Divo 1923 für Sunbeam beim Großen Preis von Spanien auf dem Autódromo de Sitges-Terramar etwa 40 Kilometer außerhalb von Barcelona in Spanien. Als Fahrer für Delage wurde er 1924 hinter Giuseppe Campari Zweiter im Europäischen Grand Prix in Lyon.
1925 gewann Albert Divo zwei Grands Prix für Delage. Im Juli siegte er beim Französischen Grand Prix im Autodrome de Linas-Montlhéry, nachdem sein Wagen ausgeschieden war und er den Rennwagen seines Teamkollegen Robert Benoist übernommen hatte. Im September teilte er sich den Sieg mit dem Teamkollegen André Morel beim San-Sebastián-Grand-Prix auf dem Circuito Lasarte. Am 22. August 1925 fand das erste große Renn-Duell beim Klausenrennen auf der Klausenpassstraße statt, das der italienische Graf Giulio Masetti auf seinem Sunbeam-Grand-Prix-Wagen mit Zweilitermotor gegen den Franzosen mit seinem Delage mit Fünflitermotor gewann. Das Klausenrennen galt von 1922 bis 1934 als schwerstes und prestigeträchtigstes Bergrennen Europas.
Mit einem Talbot-Darracq 700 gewann Divo 1926 die Coupe du Salon in Montlhéry. 1927 wurde er, ebenfalls mit einem Talbot-Darracq 700, Dritter beim RAC-Grand-Prix in Brooklands und Erster beim Rennen der formelfreien Rennwagen in Montlhéry.
Nach dem Rückzug der Marken Talbot-Darracq und Delage aus dem Rennsport war Divo zunächst arbeitslos und kam 1928 anstelle des tödlich verunglückten Pietro Bordino in die Bugatti-Werksmannschaft, in der er bis 1933 verblieb. 1928 und 1929 fuhr er auf Bugatti T35 bei der Targa Florio zum Sieg.
Viele Rennen bestritt er in England und Irland. Angeblich wegen der leichteren Aussprache in diesen Ländern ließ er 1928 die Schreibweise seines Namens in Divo ändern. In Morsang-sur-Orge wurde er 1935 in den Stadtrat gewählt. Die Bugatti-Rennfahrerin Janine Jennky war zeitweise seine Lebensgefährtin. Nach dem Zweiten Weltkrieg arbeitete Albert Divo als Rennleiter bei Castrol. 1962 war Divo in Villars-sur-Ollon (Schweiz) Gründungsmitglied des Club International des Anciens Pilotes de Grand Prix F1.
Divo wurde als Ritter der Ehrenlegion ausgezeichnet. Er starb 1966 an einem Herzschlag und wurde auf dem Friedhof in Morsang-sur-Orge beigesetzt.
Der 2018 im Rahmen des Pebble Beach Concours d’Elegance vorgestellte Bugatti Divo ist nach dem Rennfahrer benannt.

## Statistik

### Grand-Prix-Siege
- 1923: 28. Oktober – Großer Preis von Spanien im Autódromo de Sitges-Terramar auf Sunbeam
- 1925: 26. Juli – Großer Preis von Frankreich im Autodrome de Linas-Montlhéry auf Delage Type 2 LCV mit Robert Benoist
- 1925: 19. September – Gran Premio de San Sebastián auf dem Circuito Lasarte auf Delage Type 2 LCV mit André Morel
- 1926: 17. Oktober – Coupe du Salon im Autodrome de Linas-Montlhéry auf Talbot-Darracq 700
- 1927: 2. Juli – Course de Formula Libre de l’ACF im Autodrome de Linas-Montlhéry auf Talbot-Darracq 700
- 1928: 6. Mai – Targa Florio auf dem Medio circuito delle Madonie auf Bugatti T35B
- 1929: 5. Mai – Targa Florio auf dem Medio circuito delle Madonie auf Bugatti T35C

### Le-Mans-Ergebnisse
| Jahr | Team           | Fahrzeug          | Teamkollege        | Platzierung | Ausfallgrund    |
| ---- | -------------- | ----------------- | ------------------ | ----------- | --------------- |
| 1931 | Equipe Bugatti | Bugatti T50S      | Guy Bouriat        | Ausfall     | zurückgezogen   |
| 1938 | Ecurie Bleue   | Delahaye Type 145 | Gianfranco Comotti | Ausfall     | Getriebeschaden |